# Joseph Pâris
Joseph Pâris zwany Duverney (1684-1770) – finansista francuski, trzeci z Braci Pâris.
Karierę rozpoczął jako dostawca dla armii. Jego wspólnikami byli Antoine Crozat i Samuel Bernard. Musiał poradzić sobie ze skutkami systemu finansowego, który wprowadził John Law. Cieszył się poparciem markizy de Prie. Zaproponował jej i rządowi wprowadzenie nowego podatku le cinquantième. Na przeszkodzie stanął opór parlamentu paryskiego.